# Ib og Jørgen Rasmussen
Ib Hans Søren Rasmussen og Jørgen Poul Christian Rasmussen (begge født 26. april 1931 i Odense, Ib Rasmussen død 21. december 2017, Jørgen Rasmussen død 23. oktober 2024) er danske modernistiske arkitekter, der er tvillinger og har arbejdet sammen siden 1957.

## Opvækst og uddannelse
Ib og Jørgen Rasmussen er sønner af cykelhandler Viggo Poul Andreas Rasmussen og Emmy Magdalene Wohlleben. De blev studenter 1950 og gik på Kunstakademiets Arkitektskole 1950-1955, hvor de tog afgang. Begge var på Kay Fiskers tegnestue 1955-56, og Jørgen Rasmussen var ansat under Erik Møller 1956-57. Fra 1957 drev de tegnestue sammen, og de har med undtagelse af enkelte værker inden for industriel design tegnet alt i fællesskab. Ib Rasmussen modtog Akademiets lille guldmedalje 1957 og broderen fik den to år senere. Ib Rasmussen var lærer på Kunstakademiets Arkitektskoles restaureringsafdeling 1968-78, mens broderen sad i Akademiraadets udvalg for by- og landskabsplanlægning 1971-86, var undervisningsassistent på Kunstakademiet under Vilhelm Wohlerts afdeling i syv år under docent Mogens Krustrup og underviste på arkitektskolen i Trondheim 1961.

## Udmærkelser
Brødrene modtog Akademiets rejsestipendium i henholdsvis 1957 og 1961 og 1959 og 1961 og Zacharias Jacobsens Legat i henholdsvis 1958, 1959 og 1971 og 1958 og 1962. De har rejst i det meste af Europa og lande i andre verdensdele.
Jørgen Rasmussen modtog Neuhausens Præmie 1957, ID Prisen 1969 og Ny Carlsbergfondets Romerstipendium 1968-69. Sammen har de fået de største priser inden for dansk arkitektur: Theophilus Hansens Legat, Bissens Præmie 1970, Lyngby-Taarbæk Kommunes præmiering 1973, Træprisen 1974, Nykredits Arkitekturpris 1991, Europa Nostra Medaljen 1991 (for Sophienberg Slot), Eckersberg Medaillen 1992, Helsingør Kommunes Præmie for byforbedring 1992, Betonelementprisen 1994 samt diverse kommunale præmieringer i København (3 gange), Gentofte (2 gange), Søllerød og Birkerød kommuner.

## Familieliv
Ib Rasmusen blev gift 24. marts 1963 i Slangerup med Karin Holten Lange, datter af tømmerhandler Hans Ross Holten Lange og Anne-Marie Pedersen. Ægteskabet blev opløst, og han giftede sig senere med arkitekt Marie Sterner, datter af ingeniør Folke Sterner og Bodil Middelbo-Outzen.
Jørgen Rasmussen blev gift 1. februar 1957 i London med Hanne Ringsted, datter af journalist, forfatteren Henrik V. Ringsted og Grete Schäffer. Ægteskabet blev opløst 1973.

## Værker
- Solvangsskolen, Farum (1960-65)
- AB-Hallen, Bagsværd (1966)
- Buddinge Kirke (1968-69, sammen med Ole Meyer)[4]
- Skjern Rådhus, Skjern (1970, 1. og 2. præmie)
- Kaysergården og Nybodergården, Kronprinsessegade 61, København (1974)
- Englystskolen, Børkop (1976)
- Birkerød Rådhus og Bibliotek, Birkerød (1977)
- Karlslunde Strandkirke (1980)[5][6][7]
- Sorø Rådhus, Sorø (1981)
- Restaurering og nybygning af Sophienberg Slot, Vedbæk (1988)
- Almennyttige boliger, Hillerød (1990)
- Tilbygning til Hillerød Rådhus (1990)
- Almennyttige boliger, Vesterbrogade 126-132, København (1991)
- Kiosker mm. på Gustav Adolfs Torg, Malmø (1994-95)
- Kontorstole for Bieffe Spa., Padova (1985-90)

### Konkurrencer
- Sparekassen, enfamiliehus (1958, 2. præmie)
- Idrætsanlæg, Herlev (1957, 1. præmie)
- Farum Rådhus, Farum (1960, 1. præmie)
- Fiskerimuseet, Esbjerg (1971, 2. præmie)

### Jørgen Rasmussen alene
Design:
- Kontormøbler
- KEVI-hjulet (optaget i Kulturkanonen)

Skriftlige arbejder:
- (sammen med Ole Meyer), Gamle teglværker, 1968.